# Lai xa
Lai xa là quá trình lai giữa các sinh vật khác hẳn nhau về nguồn gốc. Quá trình này có thể xảy ra trong thiên nhiên hoang dã hoặc do con người tiến hành. Thuật ngữ tiếng Anh tương đương là outcrossing. Nghịch nghĩa với lai xa là giao phối cận huyết (ở động vật) và tự thụ phấn (ở thực vật).
- Trong tự nhiên, ví dụ về lai xa thường được đưa vào các sách giáo khoa hoặc giáo trình Sinh học nhiều nhất là lai tự nhiên giữa ngựa và lừa, sinh ra la.[1][4] Vì ngựa và lừa là hai loài khác nhau, nên kiểu lai xa này gọi là lai khác loài.
- Trong lai nhân tạo, một phép lai xa tạo thành loài thực vật nhân tạo đầu tiên trên Thế giới là cải bắp lai cải củ. Kiểu lai xa này gọi là lai khác chi. Ngoài ra, lai xa thường gặp nhiều trong lai khác dòng, như lai chó săn vịt (Poodle) với chó tha mồi (Labrador Retriever).

## Đặc điểm
- Con lai xa thường có những đặc điểm hơn hẳn cả bố lẫn mẹ, nhất là có sức sống cao hơn. Hiện tượng này đã được nhận thấy rất lâu trước đây, như Gregor Mendel và Charles Darwin nêu ra. Chẳng hạn, trong cuốn sách "Tác động của việc lai tạo và tự thụ tinh ở giới Thực vật" (The Effects of Cross and Self-Fertilization in the Vegetable Kingdom), Darwin đã đưa ra những kết luận rõ ràng và dứt khoát về lợi ích thích nghi của việc lai xa,[5]:462 rằng "con cái từ sự kết hợp của hai cá thể khác biệt, đặc biệt nếu tổ tiên của họ phải chịu những điều kiện rất khác nhau, có lợi thế to lớn về chiều cao, cân nặng, sức sống và khả năng sinh sản". Hiện tượng này gần đây đã gọi là ưu thế lai. Ngược lại, lai gần hay giao phối cận huyết thì thường sinh ra con cái mang những đặc điểm bất lợi như thoái hóa giống, do sự biểu hiện của các đột biến alen lặn có hại ở thể đồng hợp tử.[1][2][6]
- Lai khác loài và lai khác chi thường sinh ra con lai bất thụ (không có khả năng sinh sản), vì con lai thừa hưởng một bộ nhiễm sắc thể đơn bội của loài này (n1) và một bộ nhiễm sắc thể đơn bội của loài kia (n2), tạo ra bộ nhiễm sắc thể lưỡng bội không tương đồng với nhau (là n1 + n2), nên khó phát sinh ra giao tử.
- Lai khác dòng là kỹ thuật cơ bản để tạo ra ưu thế lai. Do đó, lai xa làm tăng tính đa dạng di truyền, làm giảm xác suất biểu hiện của các alen lặn có hại gây ra bệnh hoặc bất thường di truyền.

Lai xa ở nấm rất phổ biến, nhờ đó đã tạo ra các loại nấm lưỡng bội riêng biệt từ các dòng đơn bội.